# Tchervona Oukraïna (croiseur, 1915)
Le Tchervona Oukraïna (ukrainien : Червона Україна ; « Ukraine rouge ») est un croiseur léger de la classe Admiral Nakhimov construit pour la marine soviétique pendant la Première Guerre mondiale. 

## Historique
Le Tchervona, sabordé par les Blancs pendant la Guerre civile russe et renfloué par les Rouges, entrera finalement en service en mars 1927. Totalement dépassé, lent, peu armé, il subira une modernisation en 1939 recevant de l'armement anti-aérien et se délestant de ses grues, catapulte et avions pour tenter d'améliorer sa stabilité. Participant aux sièges d'Odessa et de Sébastopol après l'invasion allemande de l'URSS pendant la Seconde Guerre mondiale, il sera gravement endommagé par la Luftwaffe le 12 novembre 1941 et coulera le lendemain. Renfloué, il sera définitivement perdu en avril 1942, victime à nouveau des bombardiers allemands. De nouveau renfloué en 1947, le navire est utilisé comme ponton puis comme navire cible en 1950.

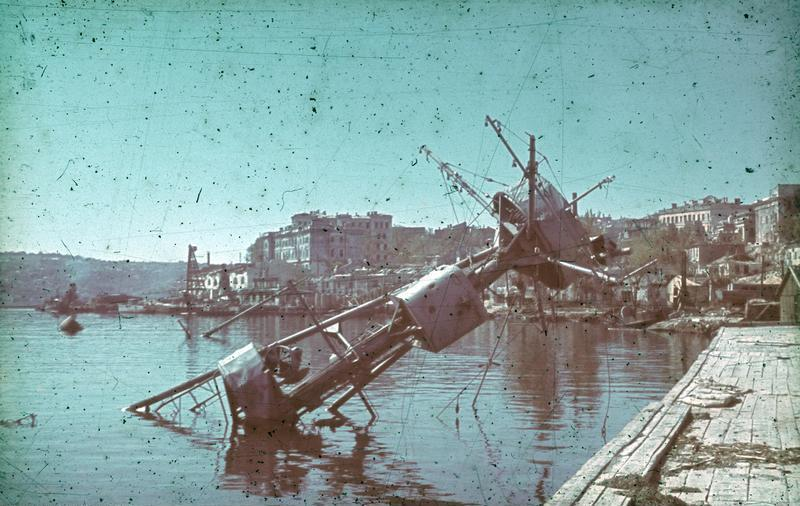
Fin du Tchervona Oukraïna en juillet 1942.